# 1872 Helenos
1872 Helenos este un asteroid descoperit pe 24 martie 1971 de Cornelis van Houten.